# 西藏棱子芹
西藏棱子芹（学名：Pleurospermum hookeri var. thomsonii）为伞形科棱子芹属的变种。分布在中国大陆的四川、青海、西藏、云南、甘肃等地，生长于海拔3500米至4500米的地区，多生在山梁草坡上，目前尚未由人工引种栽培。

## 异名
- Pleurospermum hookeri C. B. Clarke var. thomsonii C. B. Clarke
- Pleurospermum tibetanicum Wolff